# Modellek közt
A Modellek közt (eredeti cím: I Live with Models) 2015-ös televíziós sorozat. A főszerepben David Hoffman látható, a show alkotója James Lamont, Seb Barwell és Jon Foster volt. A sorozat műfaja vígjáték. A műsor a modellek életét mutatja be.

## Szereplők
- David Hoffman - Tommy
- Rebecca Reid - Anna
- Brianne Howey - Scarlet
- Lydia Rose Bewley -  Jess
- Kamilla Alnes - Molly
- Alex Beckett - Seth
- Joseph May - Luke
- Eric Aragon - Enrique
- Karan Soni - Marshall[4]